# Pencycuron
Pencycuron (ISO-naam) is een niet-systemisch fungicide. Het is een fenylureumderivaat. Het wordt hoofdzakelijk gebruikt tegen lakschurft (Rhizoctonia solani) bij aardappelen. Het is een preventief en langdurig werkend middel en kan al tijdens de winter op aardappelpootgoed versproeid worden. Het is ook werkzaam tegen Rhizoctonia-ziekte en Pellicularia-schimmels bij rijst, suikerbieten of groenten. Het remt de mitose (kerndeling) en de celdeling van de schimmels.
Pencycuron is ontwikkeld door het Japanse bedrijf Nihon Tokushu Noyaku Seizo K.K., dat in 1992 Nihon Bayer Agrochem werd. Er zijn naast Bayer ook andere producenten van pencycuron op de markt. Merknamen zijn onder meer Monceren (Bayer), Tubercare (Agrichem), Curon (Globachem) en Certis Pencycuron.

## Regelgeving
De Europese Commissie heeft in 2008 beslist om pencycuron niet op te nemen in de lijst van gewasbeschermingsmiddelen die de lidstaten van de Europese Unie kunnen erkennen; dit omdat de oorspronkelijke aanvrager (Bayer) zijn steun voor de opneming van de stof vrijwillig had ingetrokken. De bestaande erkenningen moesten ten laatste op 31 december 2010 ingetrokken worden. Lidstaten konden toelaten dat bestaande voorraden nog tot 31 december 2011 werden gebruikt. Er is in 2008 wel een nieuwe registratieaanvraag gedaan voor pencycuron.